# ガラス転移点
ガラス転移点（ガラスてんいてん）はガラス転移が起きる温度であり、通常 Tg と記される。

## ガラス転移

### 液体からの冷却
液体をある有限の速さで冷却していくと結晶化せずに過冷却液体になる。さらに冷却を続けると結晶化することもあるが、多くの場合は準安定なアモルファスな固体、すなわちガラスになる。この過冷却液体からガラスに移り変わることをガラス転移という。

### ガラスの加熱
固体の結晶を加熱してゆくと融点で液体に変わり始め、固体と液体が共存する間は温度が融点に維持され、固体が全て液体に変わると、またその温度が上昇してゆく。
だが非晶質の固体を加熱した場合は、低温では結晶なみに堅く（剛性率が大きく）流動性がなかった（粘度が測定不可能なほど大きかった）固体が、ある狭い温度範囲で急速に剛性と粘度が低下し流動性が増す。このような温度がガラス転移点である。ガラス転移点より低温の非晶質状態をガラス状態といい、ガラス転移点より高温では物質は液体またはゴム状態となる。

## 定義
ガラスと過冷却液体を分けるものがガラス転移点だが、その定義は恣意的であり、測定法によって値には若干のズレがある。

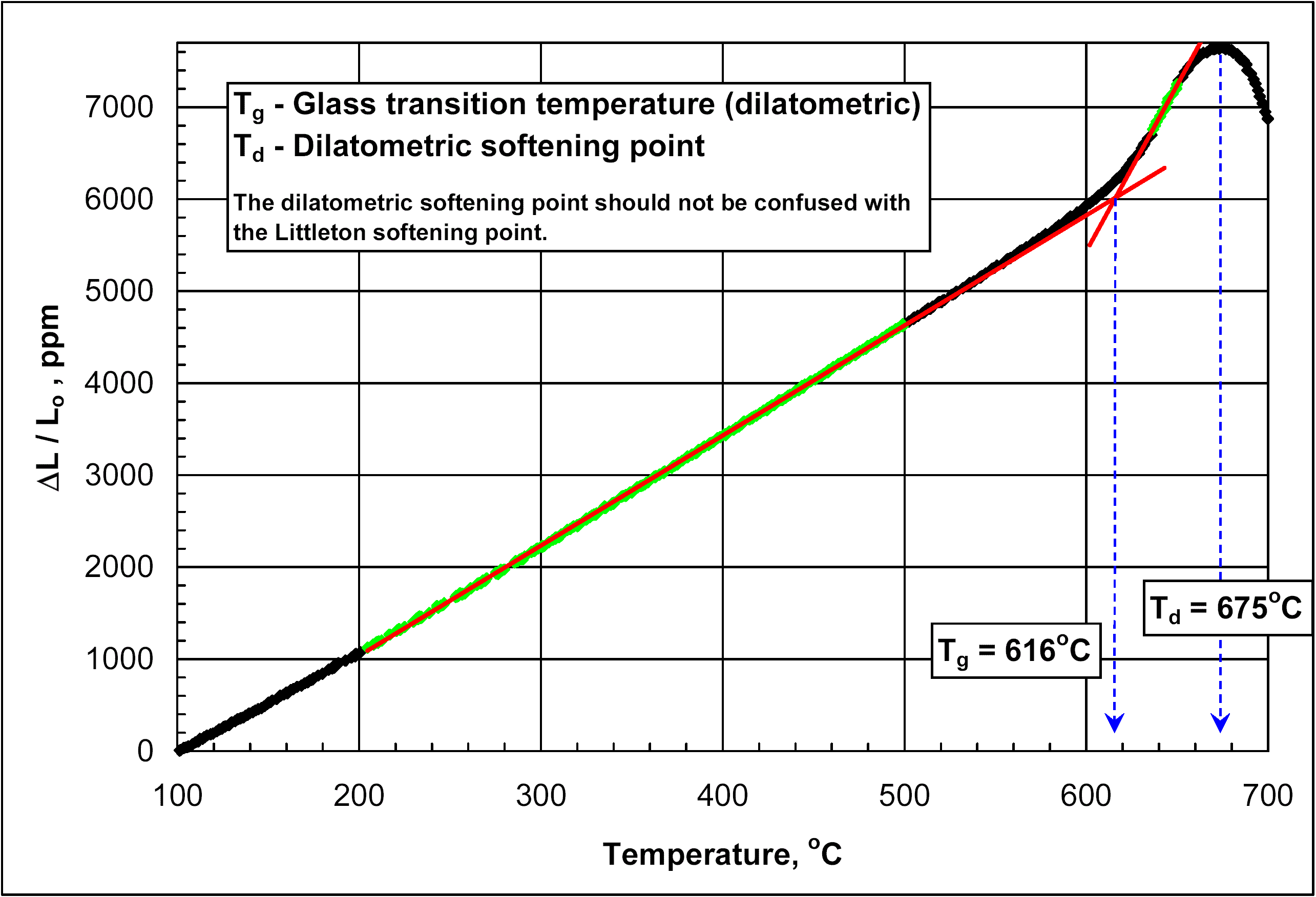
熱膨張曲線によるT_{g}の決定

### 熱膨張曲線
液体の状態の熱膨張とガラスの状態の熱膨張を直線で近似し、その交点をガラス転移点とする。

### 熱量変化
示差走査熱量測定(DSC）で温度を上げて大きな熱量変化が始まる温度をガラス転移点とする。

示差走査熱量測定によるT_{g}（A点の温度）の測定

### 粘度
1013〜1014dPa･s ː 転移点とする。アニールを行う際の保持温度の目安となる。

## ガラス転移点を持つ物質
ガラス転移点をしめす代表的な物質には、合成樹脂や天然ゴムなどの高分子、昔から知られたケイ酸塩のガラスがある。

## ガラス・ガラス転移の性質
ガラス転移の性質、ガラス状態の性質は物理学の未解決問題の一つである。ガラス状態・ガラス転移の性質を扱う為に様々な研究が行われている。
1. ガラス転移は比熱が有限の跳びを示す。
2. ガラス状態のエントロピー残余問題（kauzmannのパラドックス）。
3. ガラス転移点は昇温・降温速度に依存する。
4. ガラス状態は平衡状態に至る時間が発散している。
5. 動的不均一性。
6. ストリングモーション。
7. ガラス状態を保持しやすい系と保持しにくい系の違い。
8. ボゾンピークと呼ばれる低エネルギー励起。

## ポリアモルフィズム
ポリアモルフィズムとはガラス-ガラス転移がある事を言う。水が4℃で密度最大になる理由はガラス - ガラス転移の影響が残っているからだとされる。それに伴ってポリアモルフィズムの研究も盛んにおこなわれている。水は高密度過冷却液体状態と低密度過冷却液体状態を示すかという問題もその一つである。

## 測定法
ガラス転移点を測定する主な方法は次のものである。
1. 試料の温度をゆっくりと上昇または下降させながら力学的物性の変化を測定する … TMAなど
2. 試料の温度をゆっくりと上昇または下降させながら吸熱や発熱を測定する … DSC、DTA
3. メカニカルスペクトロスコピー（動的粘弾性測定）　試料に加える周期的力の周波数を変えながらその応答を測定する

ガラス転移点で急激に変化する物性は剛性と粘度以外にもあるので、基本的にはこれら変化する物性を測定して温度による変化を捉えることによりガラス転移点を決定できる。特にガラス転移点では吸熱や発熱を伴うことが多いので、手軽に測定できるDSCはその決定に広く使われている。融点は温度軸の1点であり固体と液体という異なる相が共存して平衡状態である温度として正確な1点に定まるが、ガラス転移点は非平衡状態で測定するものであり、点ではなくある温度範囲であり、また温度変化速度でも変わる。つまり、ガラス状態と液体状態とが一定の温度で共存して平衡状態となることはない。実用的には、測定する物性の温度変化グラフに現れるピーク上のある点（例えばピーク頂点）をガラス転移点と定義する。
多くの物質ではガラス転移点より高温に融点が存在し、ガラス転移点と融点との間の温度の液体状態は過冷却状態ということになる。それゆえこの温度範囲の液体は平衡的には結晶よりも不安定な準安定状態であるが、結晶化速度が遅かったり結晶核などがないと結晶化のエネルギー障壁が高かったりするために、液体状態を保っている。融点のみ持ちガラス転移点を持たない物質もあれば、ガラス転移点のみを持ち融点を持たない物質もある。

## 鎖状高分子のガラス転移現象
合成高分子（または単に高分子）、合成樹脂、プラスチックなどと総称される一連の化合物、具体的にはポリオレフィン、ポリスチレン、ポリエステル、ポリアミド、などは、ひもや鎖のように長くて柔軟に折れ曲がる鎖状高分子から成る。高温の液体状態では通常の低分子液体と同様に分子同士の位置が自由に変化でき流動性があるが、鎖状分子同士の絡み合いによる粘性があり、低分子液体とは異なる挙動も示す。鎖状分子の長軸に垂直な方向への運動は、絡み合った鎖状分子同士が互いに邪魔をするため妨げられ、長軸に沿った運動（レプテーション）のみが許される。
温度を下げて融点以下にしたときも結晶化速度が遅いため一部分しか結晶とならないことが多い。結晶とならない部分では、ある温度以下では上記のレプテーションも妨げられ、絡み合い点で鎖状分子同士が結合して架橋点となった網目構造となりゴム弾性（エントロピー弾性）を持つようになる。これをゴム状態と呼び、架橋点では分子同士が結合されているが架橋点間の鎖状部分は自由に運動できる。この架橋は加硫ゴムにおけるような化学結合による架橋（化学架橋）とは区別して物理架橋と呼ばれる。
さらに温度を下げてガラス転移点に達すると、鎖状部分の運動も非常に遅くなり、全ての部分がその位置で熱振動を行うだけのガラス状態となる。なおガラス転移点以下にも、α転移点、β転移点と呼ばれる物性変化が急激となる温度が存在する高分子も多々ある。

## 硫黄のガラス転移
単体のイオウの結晶や溶液中のイオウ分子はS8分子から成る。液体で159℃以上ではS8の他に鎖状高分子も存在し約200℃で最も粘性が高くなり、200℃での重合度は5 - 8×105になる。この鎖状高分子を含む液体を融点以下から室温までの温度に急冷すると、不定形のゴム状硫黄と呼ばれるものになる。液体窒素等によりさらに低温にまで急冷すればガラス状態になる。つまり鎖状高分子のイオウは鎖状高分子の合成樹脂などと同様に、液体 - ゴム状態 - ガラス状態という変化をする。